# Dag Bjørndalen
Pour les articles homonymes, voir Bjørndalen.
Dag Bjørndalen, né le 2 avril 1970 à Drammen, est un biathlète norvégien. Il est le frère aîné d'Ole Einar Bjørndalen.

## Biographie
Au tout début des années 1990, il compte déjà plusieurs départs en Coupe du monde. Il n'obtient aucun résultat significatif avant de finalement remporter le titre mondial par équipes aux Championnats du monde 1995 avec Frode Andresen, Halvard Hanevold et Jon Åge Tyldum. Il devient alors titulaire dans l'équipe norvégienne de Coupe du monde et marque ses premiers points la saison suivante.
En 1997, il devient vice-champion du monde de relais et monte aussi sur son seul podium individuel en Coupe du monde en terminant deuxième du sprint de Lillehammer (Norvège) en ouverture de la saison suivante.
Aux Jeux olympiques d'hiver de 1998, il gagne la médaille d'argent au relais avec son frère Ole Einar, Halvard Hanevold et Egil Gjelland et se classe par ailleurs dixième de l'individuel. Aux Championnats du monde 1999, il remporte la médaille de bronze au relais.

## Palmarès

### Jeux olympiques d'hiver
| Épreuve / Édition | Individuel | Sprint | Relais                             |
| ----------------- | ---------- | ------ | ---------------------------------- |
| JO 1998 Nagano    | 10e        | —      | Médaille d'argent, Jeux olympiques |

Légende :
- — : pas de participation à l'épreuve.

### Championnats du monde
| Mondiaux \ Épreuve      | individuel | Sprint | Poursuite                        | Départ en masse                  | Relais                    | Course par équipes               |
| 1995 Antholz Anterselva | -          | -      | Épreuve inexistante à cette date | Épreuve inexistante à cette date | -                         | Médaille d'or, monde             |
| 1996 Ruhpolding         | -          | 41e    | Épreuve inexistante à cette date | Épreuve inexistante à cette date | 4e                        | —                                |
| 1997 Osrblie            | 12e        | 28e    | 30e                              | Épreuve inexistante à cette date | Médaille d'argent, monde  | —                                |
| 1999 Kontiolahti / Oslo | 29e        | 22e    | 14e                              | 11e                              | Médaille de bronze, monde | Épreuve inexistante à cette date |
| 2000 Oslo / Lahti       | 27e        | -      | -                                | -                                | -                         | Épreuve inexistante à cette date |
| 2001 Pokljuka           | 25e        | -      | -                                | -                                | -                         | Épreuve inexistante à cette date |

Légende :

 : première place, médaille d'or

 : deuxième place, médaille d'argent

 : troisième place, médaille de bronze

 : épreuve inexistante à cette date

— : pas de participation à cette épreuve

### Coupe du monde
- Meilleur classement général : 12e en 1998.
- 1 podium individuel : 1 deuxième place.
- 9 podiums en relais : 4 victoires et 5 deuxièmes places.

#### Classements annuels
| Année | Classement général final |
| 1996  | 31e                      |
| 1997  | 33e                      |
| 1998  | 12e                      |
| 1999  | 22e                      |
| 2000  | 31e                      |
| 2001  | 28e                      |
| 2002  | 68e                      |
| 2003  | 59e                      |
| 2004  | 77e                      |

### Championnats d'Europe
- Médaille d'argent du relais en 2004.